# Antocha (Antocha) yatungensis
Antocha (Antocha) yatungensis is een tweevleugelige uit de familie steltmuggen (Limoniidae). De soort komt voor in het Palearctisch gebied.